# خیشومی‌شدگی
خیشومی‌شدگی (به انگلیسی: Nasalance) اندازه‌گیری درجه باز شدن ولوفارینکس در گفتار صدادار است که با محاسبه نسبت دامنه انرژی صوتی در سوراخ بینی، A n، به دامنه انرژی صوتی در دهان، A m ایجاد می‌شود. اصطلاح خیشومی‌شدگی معمولاً به این نسبت به صورت درصد اشاره دارد.
{\displaystyle {\dfrac {A_{n}}{(A_{m}+A_{n})}}\times 100\%,}
و بنابراین ممکن است به‌طور صحیح‌تر به عنوان درصد خیشومی‌شدگی بیان شود. این اصطلاح از کار فلچر و همکارانش سرچشمه گرفت و اکنون در تعدادی از دستگاه‌های تجاری موجود به کار می‌رود. تفاوت‌های کوچکی در روشی که در دستگاه‌های مختلف محاسبه می‌شود، و تفاوت‌هایی در نحوه جداسازی فیزیکی انرژی‌های صوتی دهان و بینی وجود دارد، مانند یک صفحه جداکننده سخت که در مقابل لب بالایی در برابر ماسک پنوموتاکوگراف دو محفظه نگه داشته شده‌است. با این حال، هیچ مطالعه قطعی دربارهٔ تأثیر این تفاوت‌ها بر روی یک متغیر فیزیکی زیربنایی، مانند ناحیه دهانه ولوفارینکس، انجام نشده‌است.